# Gran Premi de la Xina del 2008
La cursa del Gran Premi de la Xina de Fórmula 1 va ser la dissetena cursa de la temporada 2008 i es va disputar al Circuit de Xangai el 19 d'octubre del 2008.

## Qualificació per la graella
| Pos | No | Pilot                | Constructor           | Part 1   | Part 2   | Part 3   | Pos. final |
| --- | -- | -------------------- | --------------------- | -------- | -------- | -------- | ---------- |
| 1   | 22 | Lewis Hamilton       | McLaren - Mercedes    | 1:35.566 | 1:34.947 | 1:36.303 | 1          |
| 2   | 1  | Kimi Räikkönen       | Ferrari               | 1:35.983 | 1:35.355 | 1:36.645 | 2          |
| 3   | 2  | Felipe Massa         | Ferrari               | 1:35.971 | 1:35.135 | 1:36.889 | 3          |
| 4   | 5  | Fernando Alonso      | Renault               | 1:35.769 | 1:35.461 | 1:36.927 | 4          |
| 5   | 23 | Heikki Kovalainen    | McLaren - Mercedes    | 1:35.623 | 1:35.216 | 1:36.930 | 5          |
| 6   | 10 | Mark Webber          | Red Bull-Renault      | 1:36.238 | 1:35.686 | 1:37.083 | 16²        |
| 7   | 3  | Nick Heidfeld        | BMW Sauber            | 1:36.224 | 1:35.403 | 1:37.201 | 9¹         |
| 8   | 15 | Sebastian Vettel     | Toro Rosso - Ferrari  | 1:35.752 | 1:35.386 | 1:37.685 | 6          |
| 9   | 11 | Jarno Trulli         | Toyota                | 1:36.104 | 1:35.715 | 1:37.934 | 7          |
| 10  | 14 | Sébastien Bourdais   | Toro Rosso - Ferrari  | 1:36.239 | 1:35.478 | 1:38.885 | 8          |
| 11  | 6  | Nelson Piquet Jr.    | Renault               | 1:36.029 | 1:35.722 |          | 10         |
| 12  | 4  | Robert Kubica        | BMW Sauber            | 1:36.503 | 1:35.814 |          | 11         |
| 13  | 12 | Timo Glock           | Toyota                | 1:36.210 | 1:35.937 |          | 12         |
| 14  | 17 | Rubens Barrichello   | Honda                 | 1:36.640 | 1:36.079 |          | 13         |
| 15  | 7  | Nico Rosberg         | Williams - Toyota     | 1:36.434 | 1:36.210 |          | 14         |
| 16  | 9  | David Coulthard      | Red Bull - Renault    | 1:36.731 |          |          | 15         |
| 17  | 8  | Kazuki Nakajima      | Williams - Toyota     | 1:36.863 |          |          | 17         |
| 18  | 16 | Jenson Button        | Honda                 | 1:37.053 |          |          | 18         |
| 19  | 20 | Adrian Sutil         | Force India - Ferrari | 1:37.730 |          |          | 19         |
| 20  | 21 | Giancarlo Fisichella | Force India - Ferrari | 1:37.739 |          |          | 20         |

## Cursa
| Pos | No | Pilot                | Constructor           | Voltes | Temps / Retirada | Graella | Punts |
| --- | -- | -------------------- | --------------------- | ------ | ---------------- | ------- | ----- |
| 1   | 22 | Lewis Hamilton       | McLaren - Mercedes    | 56     | 1: 31' 57. 403   | 1       | 10    |
| 2   | 2  | Felipe Massa         | Ferrari               | 56     | + 14.925 s       | 3       | 8     |
| 3   | 1  | Kimi Räikkönen       | Ferrari               | 56     | + 16.445 s       | 2       | 6     |
| 4   | 5  | Fernando Alonso      | Renault               | 56     | + 18.370 s       | 4       | 5     |
| 5   | 3  | Nick Heidfeld        | BMW Sauber            | 56     | + 28.923 s       | 9       | 4     |
| 6   | 4  | Robert Kubica        | BMW Sauber            | 56     | + 33.219 s       | 11      | 3     |
| 7   | 12 | Timo Glock           | Toyota                | 56     | + 41.722 s       | 12      | 2     |
| 8   | 6  | Nelson Piquet Jr.    | Renault               | 56     | + 56.645 s       | 10      | 1     |
| 9   | 15 | Sebastian Vettel     | Toro Rosso - Ferrari  | 56     | + 1'04.339       | 6       |       |
| 10  | 9  | David Coulthard      | Red Bull - Renault    | 56     | + 1'14.842 min.  | 15      |       |
| 11  | 17 | Rubens Barrichello   | Honda                 | 56     | + 1'25.061 min.  | 13      |       |
| 12  | 8  | Kazuki Nakajima      | Williams - Toyota     | 56     | + 1'30.847 min.  | 17      |       |
| 13  | 14 | Sébastien Bourdais   | Toro Rosso - Ferrari  | 56     | + 1'31.457 min.  | 8       |       |
| 14  | 10 | Mark Webber          | Red Bull - Renault    | 56     | + 1'32.422 min.  | 16      |       |
| 15  | 7  | Nico Rosberg         | Williams - Toyota     | 55     | + 1 Volta        | 14      |       |
| 16  | 16 | Jenson Button        | Honda                 | 55     | + 1 Volta        | 18      |       |
| 17  | 21 | Giancarlo Fisichella | Force India - Ferrari | 55     | + 1 Volta        | 20      |       |
| Ret | 23 | Heikki Kovalainen    | McLaren - Mercedes    | 49     | Frens            | 5       |       |
| Ret | 20 | Adrian Sutil         | Force India - Ferrari | 13     | Motor            | 19      |       |
| Ret | 11 | Jarno Trulli         | Toyota                | 2      | Col·lisió        | 7       |       |

## Altres
- Pole: Lewis Hamilton 1: 36. 303

- Volta ràpida: Lewis Hamilton 1' 36. 325 (a la volta 13)

| Anterior G.P.: Gran Premi del Japó del 2008   | FIA 2008 Fórmula 1 Campionat mundial | Següent G.P.: Gran Premi de Brasil del 2008  |
| Anterior G.P.: Gran Premi de la Xina del 2007 | Gran Premi de la Xina                | Següent G.P.: Gran Premi de la Xina del 2009 |